# Ймовірність уникнення резонансного захоплення
Ймовірність уникнення резонансного захоплення φ — ймовірність досягнення швидким нейтроном теплової енергії. Ця величина являє собою відношення кількості швидких нейтронів, що уникли захоплення під час уповільнення до числа всіх швидких нейтронів. φ<1.

## Резонансне поглинання нейтронів
Як відомо, ядро може захопити нейтрон тільки в тому випадку, якщо кінетична енергія нейтрона близька до енергії одного з енергетичних рівнів нового ядра, що утворюється в результаті захоплення. Переріз такого захоплення нейтрона ядром різко збільшується. Енергія, при якій переріз взаємодії нейтрона з ядром сягає максимуму, називається резонансною. Резонансний діапазон енергій розбитий на дві частини: ділянка дозволених і недозволених резонансів. Перша ділянка займає енергетичний інтервал від 1 еВ до Eгр. У цій ділянці енергетична роздільність приладів достатня для виділення будь-якого резонансного піку. Починаючи з енергії Eгр відстань між резонансними піками стає меншою від енергетичної роздільності і резонансні піки не розділяються. У важких елементів гранична енергія Eгр≈1 кеВ.
У реакторах на теплових нейтронах основним резонансним поглиначем нейтронів є 238U. У таблиці 238U наведено кілька резонансних енергій нейтронів Er, максимальні перерізи поглинання σa, r в піку і ширина Г цих резонансів.
| Er, еВ | σa, r, барн | Р, МеВ |
| ------ | ----------- | ------ |
| 6,68   | 22030       | 26,3   |
| 21,0   | 33080       | 34,0   |
| 36,8   | 39820       | 59,0   |
| 66,3   | 21190       | 43,0   |

## Ефективний резонансний інтеграл
Приймемо, що резонансні нейтрони рухаються в нескінченній системі, що складається зі сповільнювача і 238U. При зіткненні з ядрами сповільнювача нейтрони розсіюються, а з ядрами 238U — поглинаються. Перші зіткнення сприяють збереженню і виведенню резонансних нейтронів з небезпечної зони, другі ведуть до їх втрати.
Ймовірність уникнення резонансного захоплення (коефіцієнт φ) пов'язана з густиною ядер NS і сповільнювальною здатністю середовища ξΣS співвідношенням
{\displaystyle \varphi =e^{-{\frac {N_{S}}{\xi \Sigma _{S}}}J_{\mathrm {eff} }}.}
Величину Jeff називають ефективним резонансним інтегралом. Він характеризує поглинання нейтронів окремим ядром у резонансній ділянці і вимірюється в барнах. Використання ефективного резонансного інтеграла спрощує кількісні розрахунки резонансного поглинання без детального розгляду взаємодії нейтронів при сповільненні. Ефективний резонансний інтеграл зазвичай визначають експериментально. Він залежить від концентрації 238U і взаємного розташування урану і сповільнювача.

### Гомогенна система
У гомогенній суміші сповільнювача й 238U ефективний резонансний інтеграл з хорошою точністю знаходять за емпіричною формулою
{\displaystyle J_{\mathrm {eff} }=3,9\left({\frac {N_{3}}{N_{8}}}\sigma _{S}^{3}\right)^{0,415},}
де N3/N8 — відношення ядер сповільнювача й 238U в гомогенній суміші; σ3S — мікроскопічний переріз розсіяння сповільнювача. Як видно з формули, ефективний резонансний інтеграл зменшується з ростом концентрації 238U. Чим більше ядер 238U в суміші, тим менш імовірне поглинання окремим ядром нейтронів, що сповільнюються. Вплив поглинань в одних ядрах 238U на поглинання в інших називають екрануванням резонансних рівнів. Воно зростає зі збільшенням концентрації резонансних поглиначів.
Розрахуємо для прикладу ефективний резонансний інтеграл в гомогенній суміші природний уран—графіт з відношенням N3/N8=215. Переріз розсіяння графіту σCS=4,7 барн:
{\displaystyle J_{\mathrm {eff} }=3,9\cdot (215\cdot 4,7)^{0,415}=69} барн.

### Гетерогенна система
В гомогенному середовищі всі ядра 238U знаходяться в однакових умовах по відношенню до потоку резонансних нейтронів. В гетерогенному середовищі уран відділений від сповільнювача, що істотно позначається на резонансному поглинанні нейтронів. По-перше, частина резонансних нейтронів стають тепловими у сповільнювачі, не стикаючись з ядрами урану; по-друге, резонансні нейтрони, які потрапляють на поверхню ТВЕЛів, майже всі поглинаються тонким поверхневим шаром. Внутрішні ядра 238U екрануються поверхневими і менше беруть участь у резонансному поглинанні нейтронів, причому екранування зростає зі збільшенням діаметра ТВЕЛа d. Тому ефективний резонансний інтеграл 238U в гетерогенному реакторі залежить від діаметра ТВЕЛа d:
{\displaystyle J_{\mathrm {eff} }=a+{\frac {b}{\sqrt {d}}}.}
Стала a характеризує поглинання резонансних нейтронів поверхневими, а стала b — внутрішніми ядрами 238U. Для кожного сорту ядерного палива (природний уран, двоокис урану тощо) стал a і b вимірюються експериментально. Для стержнів з природного урану (а=4,15, b=12,35)
{\displaystyle J_{\mathrm {eff} }=4,15+{\frac {12,35}{\sqrt {d}}},}
де Jeff — ефективний резонансний інтеграл, барн; d — діаметр стрижня, см.
Знайдемо для прикладу ефективний резонансний інтеграл 238U для стрижня з природного урану діаметром d=3 см:
{\displaystyle J_{\mathrm {eff} }=4,15+{\frac {12,35}{\sqrt {3}}}\approx 11,3} барн.
Порівняння двох останніх прикладів показує, що при поділі урану і сповільнювача помітно зменшується поглинання нейтронів у резонансній ділянці.

## Вплив сповільнювача
Коефіцієнт φ залежить від відношення
{\displaystyle {\frac {N_{8}J_{\mathrm {eff} }}{\xi \Sigma _{S}}}={\frac {\Sigma }{\xi \Sigma _{S}}},}
яке відображає конкуренцію двох процесів у резонансній ділянці: поглинання нейтронів і їх уповільнення. Переріз Σ, за визначенням, аналогічний макроскопічному перерізу поглинання з заміною мікроскопічного перерізу ефективним резонансним інтегралом Jeff. Воно також характеризує спад сповільнюваних нейтронів у резонансній ділянці. З ростом концентрації 238U поглинання резонансних нейтронів збільшується і, отже, менше нейтронів сповільнюється до теплових енергій. На резонансне поглинання впливає сповільнення нейтронів. Зіткнення з ядрами сповільнювача виводять нейтрони з резонансної ділянки і тим інтенсивніше, чим більша вповільнювальна здатність {\displaystyle \xi \Sigma _{S}}. Отже, при однаковій концентрації 238U ймовірність уникнення резонансного захоплення в середовищі уран—вода більша, ніж у середовищі уран—вуглець.
Розрахуємо ймовірність уникнення резонансного захоплення в гомогенному і гетерогенному середовищах природний уран—графіт. В обох середовищах відношення ядер вуглецю і 238U NC/NS=215. Діаметр уранового стрижня d=3 см. Враховуючи, що ξC=0,159, a σCa=4,7 барн, отримуємо
{\displaystyle {\frac {N_{8}}{\xi \sigma _{S}^{C}N_{C}}}={\frac {1}{0,159\cdot 4,7\cdot 215}}=0,00625} барн-1.
Знайдемо коефіцієнти гомогенної φгом і гетерогенної φгет систем:
φгом = e-0,00625·68 = e-0,425 ≈ 0,65,
φгет = e-0,00625·11,3 = e-0,0705 ≈ 0,93.
Перехід від гомогенного середовища до гетерогенного дещо знижує поглинання теплових нейтронів в урані. Однак цей програш значно перекривається зменшенням резонансного поглинання нейтронів, і розмножувальні властивості середовища поліпшуються.